# 江田三郎
江田 三郎（えだ さぶろう、1907年〈明治40年〉7月29日 - 1977年〈昭和52年〉5月22日）は、日本の政治家。
参議院議員（2期）、衆議院議員（4期）、日本社会党書記長、日本社会党委員長代理、日本社会党副委員長、社会市民連合代表（初代）を歴任した。長男は元参議院議長の江田五月。

## 概説
1931年（昭和6年）、官立東京商科大学（現在の一橋大学）で講座派マルクス経済学者の大塚金之助に師事したのち、帰郷し農民運動に入り、全国大衆党に入党。1932年（昭和7年）に日農中央委員に就任した後、1934年（昭和9年）に全農岡山県連書記長に就任する。1937年（昭和12年）には岡山県議会議員となった。
1938年（昭和13年）に人民戦線事件で検挙される。1940年（昭和15年）の出獄後、中国で就職。戦後帰国し、1946年（昭和21年）に日本社会党に入党した。1947年（昭和22年）に再び岡山県議となり、1950年（昭和25年）、参議院議員に初当選。党農民部長などを経て、1960年（昭和35年）には党書記長に就任する。同年10月の党委員長浅沼稲次郎暗殺後、委員長代行を務めた。
1962年（昭和37年）7月27日、江田は日本の体質にあった社会主義を目指す、いわゆる「江田ビジョン」を示唆。構造改革派との間で大論争を招いた。この結果、同年の第22回党大会で批判決議が可決され書記長を辞任。組織局長に降格となった。
1963年（昭和38年）、衆議院議員に初当選。1976年（昭和51年）12月の総選挙で落選した。この間、社会党副委員長、書記長、委員長代行を務めたが、終始左派からの攻撃を受け、1966年（昭和41年）・1970年（昭和45年）の委員長選でも敗れた。
1976年（昭和51年）、「新しい日本を考える会」を結成。1977年（昭和52年）に離党し社会市民連合（社民連の前身）を結成したが、同年5月22日に急死した。

## 来歴・人物

### 生い立ち
1907年7月、岡山県久米郡福渡村大字福渡（現在の岡山市北区建部町福渡）に父江田松次郎、母登瀬の子として生まれる。家業は饂飩（うどん）と蕎麦（そば）の製造卸売業で、屋号を「志賀屋（しかや）」といった。商家らしく、間口を広く取った木造二階建てのどっしりした造りである。田舎の中流の暮らしで、家族が総出で家の仕事を手伝った。
長姉夫妻の援助で、当時日本の統治下の朝鮮・京城(現在のソウル)の善隣商業学校で学ぶ。修学旅行で内地に戻った際、外地において日本人がいかに横柄な振る舞いをしているかに気付き、植民地支配について勉強するため、神戸高等商業学校（現：神戸大学）に進学した。
この頃、労農派のマルクス主義に興味を覚え、社会主義についてさらに学ぶために1929年、東京商科大学（現：一橋大学）に転学する。マルクス経済学の大塚金之助ゼミに所属。しかし、谷川岳で遭難し肋膜炎にかかり、療養のため帰郷し、
1931年本科2年で大学を中退。その後、全国大衆党（のちに全国労農大衆党）で岡山南部の農民運動指導者となった。
1937年、岡山県議会議員に当選するも、翌1938年、第2次人民戦線事件に連座して検挙され服役。出獄後は葬儀会社に勤めたり、中国で開拓事業に従事したりするなどした。なお、この事件を受けて、手塚治虫の『アドルフに告ぐ』に、大内兵衛とともに江田の名が台詞に登場する。

### 政界進出
1946年に日本に引き揚げ、日本社会党に入党。左派の活動家として頭角を現す。1950年に参議院議員に初当選し、1951年の左右分裂後は左派社会党に属した。左派社会党時代、左派の日刊機関紙として「社会タイムス」を創刊し、自ら社会タイムス社の専務として経営に参画するが、経営陣がそろって経営の素人だった上に販売代金の回収がきちんと行なわれなかったことから、たちまち経営難に陥り、社会タイムス社は倒産した。この時、社会タイムス社の経営に引き入れた和田博雄が会社の借金の一部を背負う形となり、その後の和田との確執の原因になったと言われている。
1958年、委員長鈴木茂三郎のもとで社会党組織委員長となり、党組織の近代化や活動家の待遇改善に尽力し、若手活動家たちから絶大な信頼を得る。1960年には書記長に就任した。委員長浅沼稲次郎の暗殺事件後、委員長代行として1960年総選挙を指揮する。3党首テレビ討論会にも社会党代表として出演し、穏やかな口調が視聴者に好印象を与え、国民的な人気を得た。

### 「江田ビジョン」と構造改革論

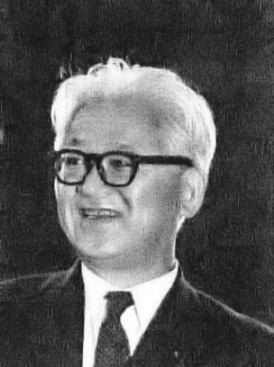
1961年頃

1960年総選挙の頃より、江田は構造改革論を社会党の路線の軸に据えようとした。これは、日本社会の改革を積み重ねることによって社会主義を実現しようとする穏健な考え方で、これまで権力獲得の過程が曖昧であった平和革命論を補強しようというものであった。しかし、労農派マルクス主義に拘泥する社会主義協会がこれに反発し、江田ら若手活動家たちの台頭を恐れた鈴木茂三郎・佐々木更三らも構造改革論反対を唱え始める。
1962年、栃木県日光市で開かれた党全国活動家会議で講演した際、日本社会党主導で将来の日本が目指すべき未来像として
- アメリカの平均した生活水準の高さ
- ソ連の徹底した生活保障
- イギリスの議会制民主主義
- 日本国憲法の平和主義

を挙げ、これらを総合調整して進む時、大衆と結んだ社会主義が生まれるとした（「江田ビジョン」）。これが新聞報道されると話題となり、江田は雑誌『エコノミスト』にこの講演をもとにした論文を発表し、世論の圧倒的な支持を得た。
しかし、民主社会党の西尾末広がこれを1962年11月21日に支持表明したことで、社会党左派が反発（佐々木更三は『新しい社会主義のために』31号で「江田ビジョン」を「民社党と変りがない」と批判した）。社会党内では従来の社会主義の解釈を逸脱するものとして批判決議が採択され、江田は書記長を辞任して組織局長に転じた。その後は、河上派・和田派と構造改革派を形成しながら、佐々木派との権力闘争を闘っていくが、1963年の総選挙の際に江田が衆議院議員に転じようとした際、和田と同じ選挙区（旧岡山1区）から出馬しようとしたことから和田の怒りを買い、和田派との連携は上手くいかなかった（結局、江田は旧岡山2区から出馬した）。
同年、「江田ビジョン」の反響に脅威・危機感を抱いた自民党の石田博英により執筆された「保守政治のビジョン」が『中央公論』で発表される。
1966年の委員長選挙において僅差で佐々木更三に敗れ、その後何度も委員長選挙に挑戦したが、ついに委員長となることはなかった。
1967年に副委員長、1968年に再び書記長となったが、この頃には右派・左派の派閥抗争によって党の組織は疲弊しており、民間企業における労使協調路線の拡大によって社会党の支持基盤も掘り崩されていた。1969年の総選挙では、社会党は140議席から90議席へと議席数を激減させる大敗を喫した。

### 反戦青年委員会への姿勢
江田は構造改革派として「右派」に位置付けられているが、世界的に学生運動が高揚する中で、当時社会党書記だった高見圭司が結成した反戦青年委員会については「彼等は世界中のステューデントパワーの流れと共通した原理で動いている。そのエネルギーを生かさなければならない」と評価している。当時、反戦青年委や学生運動に対し、日本共産党は排除し、総評は批判的であった。社会党は心情的には支持する面が強かったが、社会主義協会からは常に批判の対象となっており、反戦青年委を評価する江田もまた協会や佐々木派から攻撃されていた。
江田は反戦青年委における高見の行動を「やんちゃ」としながらも評価しており、高見が『反戦青年委員会』という本を出版した時も、江田は「（買うので）20冊持って来い」と呼びかけるなど支援の態度を示していた。しかし、反戦青年委員会の行動に対する社会主義協会からの批判が強まると、江田も批判勢力に転じる。1970年の第33回大会では、反戦青年委員会に関わる書記職員10人を除名（解雇）する。高見は「江田さんは心ならずして反戦派を切った」と述べ、恨むことはまったくなかったという。

### 社会党離党と死
1970年の委員長選挙でも敗れた江田は、公明党・民社党との社公民路線による政権獲得を主張したが、当時の委員長成田知巳らは日本共産党をも加えた全野党共闘を主張し、江田の主張には耳を傾けなかった。
自民党がロッキード事件で大きく揺れる1976年、社公民路線を推進するため公明党書記長矢野絢也や民社党副委員長佐々木良作ら両党の実力者とともに「新しい日本を作る会」を設立するが、これが社会主義協会系の活動家たちの逆鱗に触れた。同年12月の第34回衆議院議員総選挙では落選し、明けて1977年の党大会では社会主義協会系の活動家たちから吊し上げられる。この結果、江田は社会党改革に絶望して離党しようとしたものの、離党届を受け付けられず、逆に除名処分を受けた。
離党後の1977年3月、菅直人らとともに社会市民連合（社会民主連合の前身）を結成し、同年の第11回参議院議員通常選挙に全国区から立候補することを表明したが、病魔は江田を襲っていた。5月2日に2カ月で7キロ痩せ疲れやすいということから慈恵医大病院で診察を受けた。検査結果は肺がんですでに手遅れの状態。検査だけで帰った。入院したのは5月11日、すでにガンは全身に転移していた。5月22日、肺癌のため69歳で死去。代わりに息子の江田五月が急遽出馬し、第2位で初当選した。

## エピソード
- 江田は日本の革新系政治家の中でも群を抜いた国民的人気を誇っていた[8]。自由民主党の田中角栄は江田の国民的な人気を警戒し、「社会党が、江田を党首にした場合の総選挙が一番恐しい。社会党は大きく伸びるだろう」と記者会見で述べ、江田が社会党の委員長に就任することを恐れていたという[9]。
- 江田は、ソビエト・東欧の共産党首脳との面識も薄かった（当時の社会党では、右派と言えどもスターリニズム肯定派や個人レベルで共産党と交友を持つ政治家が大半であった）。さらに、北朝鮮の主席金日成に対しては「個人崇拝と天皇制の悪しき部分を足したものだ」として嫌悪していたという。[10]しかし70年代半ば以降、本人が表立って北を激しく非難していたという記録は示されていない。90年代に入り北のイメージが悪くなってから江田に好意的な者がそう主張する様になった。江田ビジョンではソ連を評価していた。[要出典]
- 江田は社会主義研究会（佐々木派）では佐々木更三・山本幸一に次ぐ存在で、派の期待を受けて書記長に就任した。しかし党の若手書記局員たちの提案に乗る形で構造改革論を打ち出し、佐々木らへの相談は不十分だった。中身の判然としないものを性急に打ち出し、自派に断りなく方向転換していく江田の姿に、佐々木らは「構造改革論は水に浮かんだ月の影だ」（すぐに消えてしまう、の意）と批判、感情的反発を強めた。日本社会党専従で佐々木派に属した曽我祐次は、構造改革の中身よりも、こうした江田の手法のまずさが、構造改革の不幸を招いたと指摘した[11]。
- 黒田寿男の選挙応援旅行で平林たい子と一緒になり、惚れられて恋文を渡され、仲を噂された[12]。
- 江田は不遇をかこっていた時代に神戸市で葬儀社を経営していたことがあり、右翼の大物と言われた笹川良一がその話を聞いて江田の葬儀社に客を紹介していたことがあった。この件について良一の子息である笹川陽平に江田の子息である五月が明らかにしたところ、笹川陽平は「父が江田（三郎）さんと交流があったとは知らなかった」と驚いたことを記している[13]。